# EVM Aragac
L'EVM Aragac (in russo ЭВМ Арагац?, dove EVM è la sigla di Elektronno-vyčislitel’naja mašina) è stato un elaboratore elettronico di prima generazione sviluppato con valvole termoioniche presso l'Istituto di ricerca scientifica di macchine matematiche di Erevan (ERNIIMM), sotto la supervisione di B. E. Chajkin. Lo sviluppo continuò dal 1958 al 1960. In totale, sono state prodotte 4 esemplari della macchina.
La base per lo sviluppo era il computer M-3, sviluppato dal gruppo di Isaak Bruk  di I. S. Brook. Contemporaneamente al lavoro sull'Aragac, e anche sulla base dello schema M-3, l'ERNIIM sviluppò il computer "Razdan" con elementi semiconduttori. Per sostenere la creazione di "Razdan" e "Aragac", diversi membri del Centro di calcolo dell'Accademia delle Scienze dell'URSS furono trasferiti da Mosca a Erevan, sotto la guida di A. P. Merenkov.
Nel 1965 è stato pubblicato il libro Programmirovanie na EVM “Aragac”, scritto da J. V. Devingtal insieme a J. F. Fominych e T. A. Gološčapova, che descriveva la programmazione dell'Aragac.

## Descrizione
La macchina fu progettata per risolvere operazioni di pianificazione economica, scientifica, tecnica e ingegneristica. I suoi primi compiti riguardavano infatti il calcolo della rete di approvvigionamento idrico di Perm' quelli del turbogeneratore per l'impianto di Lysvenskij e molte altre attività.
I numeri venivano rappresentati in binario e in virgola mobile, con una profondità di bit di 42 cifre binarie. Potevano essere eseguite al massimo 11 800 operazioni al secondo, ridotte a 4 4000 per le moltiplicazioni e 2 600 per le divisioni,con una velocità media di 8000 operazioni al secondo.
Per la RAM, veniva utilizzata una memoria a nucleo magnetico da 1024 numeri mentre per la memorizzazione delle informazioni venivano usate unità esterne a nastro magnetico o tamburi magnetici.
La lettura dei dati input avveniva tramite un fotolettore su una striscia di pellicola ad una velocità di 36 numeri al secondo. I risultati dei calcoli venivano stampati ad una velocità di 20 numeri al secondo.

## Specifiche tecniche
- Memoria RAM - nuclei di ferrite per 1024 cifre, tempo d'accesso: 16 µs[1]
- Dispositivi di memorizzazione delle informazioni: 
  - Tamburo magnetico - due blocchi da 1024 numeri ciascuno, tempo d'accesso: 20 µs[1]
  - Nastro magnetico - quattro blocchi di 645 000 numeri ciascuno[1]
  - Nastro perforato
- Alimentazione: corrente da 220 V, frequenza di 50 Hz[1]
- Potenza assorbita: 30 kW (senza sistema di raffreddamento)[1]
- Superficie occupata: circa 40 m2[1]

## Centri di calcolo con l'Aragac
- Un esemplare dell'Aragac fu acquisito nel 1961 dall'Università Statale di Perm', sebbene fosse stato originariamente realizzato per Leningrado. Si trovava al piano terra dell'edificio educativo n. 2 e fu usato fino al 1973, quando venne disattivato. Una targa di ottone del un computer è conservata nel museo dell'università.[2][3]